# Metapenaeus insolitus
Metapenaeus insolitus är en kräftdjursart som beskrevs av Racek och Dall 1965. Metapenaeus insolitus ingår i släktet Metapenaeus och familjen Penaeidae. Inga underarter finns listade i Catalogue of Life.